# ده بورزو (بيش كوه زلاغي)
ده بورزو (بالفارسية: ده برزو) هي قرية تقع في إيران في قسم بیش کوه زلاغي الریفي. يقدر عدد سكانها بـ 70 نسمة بحسب إحصاء 2016.